# 皮氏豹魴鮄
皮氏豹魴鮄（学名：Dactyloptena peterseni），又名單棘魴鮄、飛角魚、紅飛魚、雞角、海胡蠅，为輻鰭魚綱鮋形目飛角魚亞目飛角魚科豹魴鮄屬下的一个种，為熱帶海水魚，分布於印度西]太平洋東非至小笠原群島，南至澳洲西北部，棲息深度50-210公尺，體長可達36公分，棲息在沿岸大陸棚沙底質底層水域，以甲殼類為食，生活習性不明。